# Bój pod Nowosiółkami

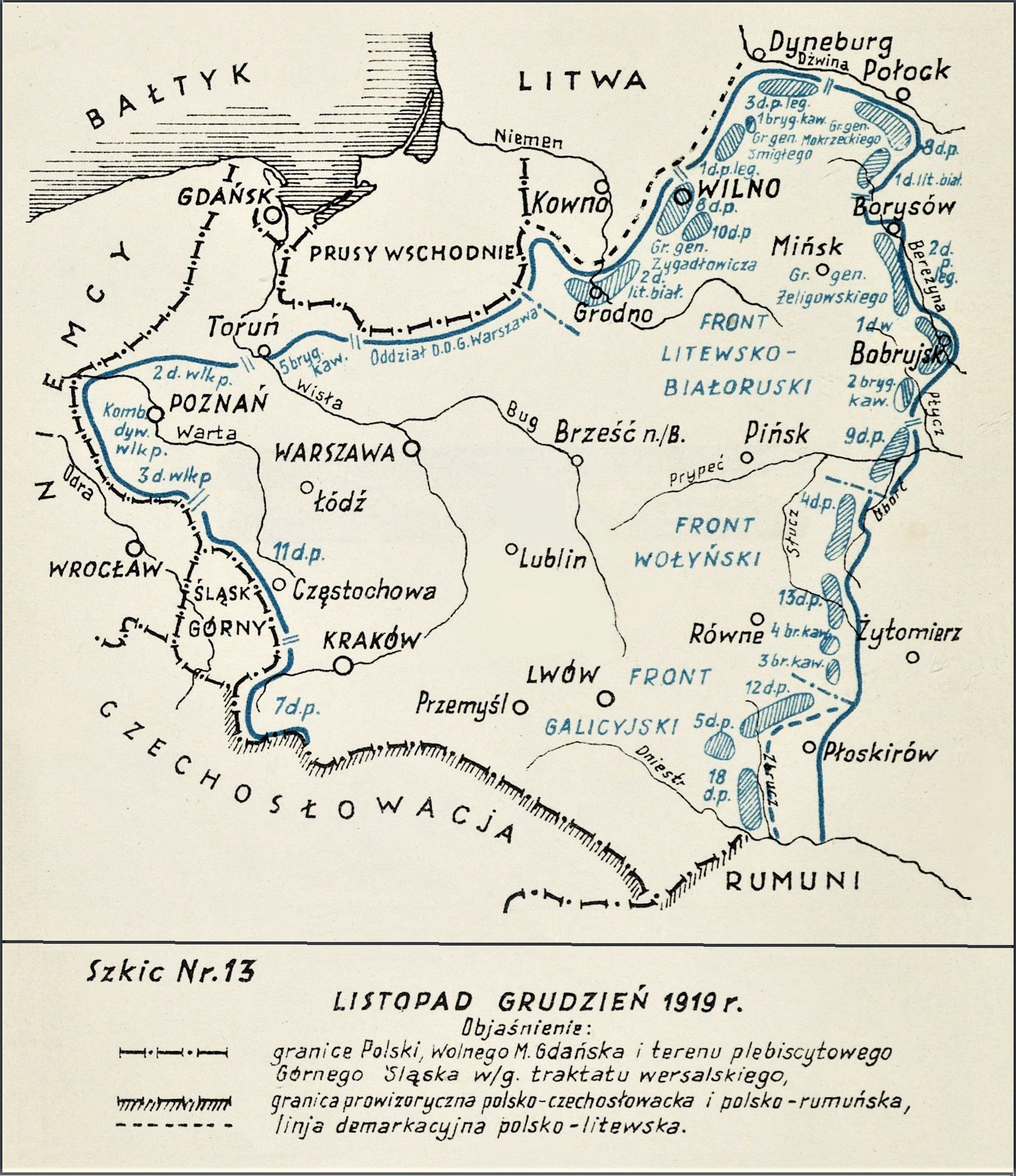
Adam Przybylski,
Wojna Polska 1918–1921

Bój pod Nowosiółkami – walki polskiego 4 pułku strzelców wielkopolskich z oddziałami sowieckiej 8 Dywizji Strzelców toczone w pierwszym roku wojny polsko-bolszewickiej.

## Geneza
W drugiej połowie lipca 1919 Naczelne Dowództwie WP zakończyło prace nad planem szeroko zakrojonej operacji zaczepnej, której celem było opanowanie Mińska, Borysowa, Bobrujska i oparcie frontu o linię rzek Dźwiny i Berezyny.
W rozkazie operacyjnym Frontu Litewsko-Białoruskiego z 3 sierpnia 1919 przewidziano, że Grupa Wielkopolska gen. Konarzewskiego miała nacierać od południowego zachodu, a jednocześnie 1 pułk Ułanów Wielkopolskich miał wyjść na tyły Mińska i przeciąć drogę oraz linię kolejową Mińsk-Borysów.
Po zajęciu Mińska zaistniała możliwość kontynuowania przez wojska Frontu Litewsko-Białoruskiego działań zaczepnych aż do linii rzeki Berezyny. Gdy czołowe elementy Grupy Wielkopolskiej osiągnęły 24 sierpnia rejon Osipowicz, gen. Stanisław Szeptycki wydał rozkaz opanowania Bobrujska. W czasie walk o Bobrujsk kombinowana Grupa Wielkopolska wyparła z miasta oddziały 8 Dywizji Strzelców i opanowała przyczółek na wschodnim brzegu Berezyny.
W połowie września w rejon Bobrujska przybyły pozostałe oddziały 1 Dywizji Strzelców Wielkopolskich. Front ustabilizował się, a przyczółek stał się doskonałą bazą dla wypadów organizowanych na tyły wojsk sowieckich. Wypady organizowali też Sowieci.

## Walczące wojska
| Jednostka                       | Dowódca                 | Podporządkowanie          |
| Wojsko Polskie                  |                         |                           |
| 4 pułk strzelców wielkopolskich |                         | 1 Dywizja Strzelców Wlkp. |
| ⇒ 7 kompania                    | ppor. Leonard Krukowski | 4 pułk strzelców wlkp.    |
| → placówka „Nowosiółki”         | ppor. Leonard Krukowski |                           |
| Armia Czerwona                  |                         |                           |
| ⇒ oddziały ACz                  |                         | 15 Armia                  |

## Walki pod Nowosiółkami

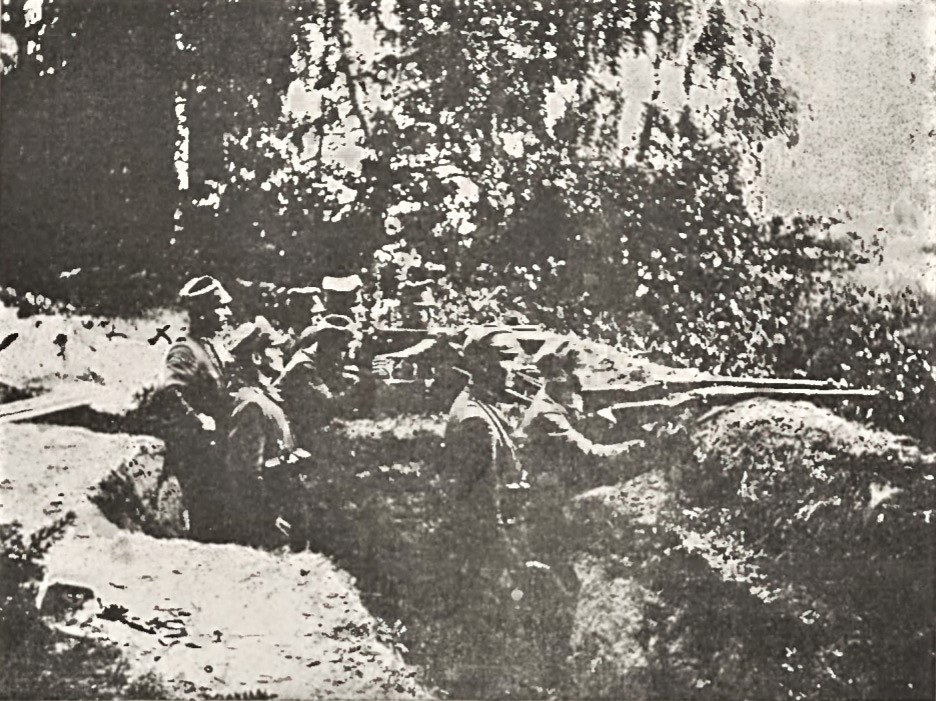
Pluton 4 kompanii 58 pp Wlkp. na pozycji nad Berezyną

W końcu 1919 pododdziały 4 pułku strzelców wielkopolskich broniły nad Berezyną odcinka frontu szerokości trzydziestu kilometrów. Ze względu na szczupłość sił, obsadzono jedynie węzły komunikacyjne i większe miejscowości, a resztę frontu dozorowano przy pomocy patroli i placówek. W folwarku Nowosiółki znajdowała się placówka 7 kompanii ppor. Leonarda Krukowskiego w składzie 18 żołnierzy z lekkim karabinem maszynowym i miotaczem min. Stanowiska obronne przygotowane były do obrony okrężnej.
28 grudnia  pod Nowosiółki podszedł sowiecki batalion strzelców i szwadron kawalerii. W sumie liczył około 600 żołnierzy. Ubezpieczenie placówki otworzyło ogień, tym samym alarmując całą jej załogę. Sowieci wycofali się na znaczną odległość i przygotowali natarcie całością sił. Dobrze okopani Polacy odparli ogniem dwa kolejne ataki. Podczas trzeciego tyraliery sowieckie zdołały podejść na trzydzieści kroków od polskich pozycji, ale zostały obrzucone granatami ręcznymi, poniosły straty i wycofały się w nieładzie. Powtarzane jeszcze kilkakrotnie sowieckie ataki zostały także powstrzymane przed przednim skrajem obrony. Po sześciu godzinach walki do placówki zaczęły zbliżać się polskie odwody. Sowieci nie podjęli  z nimi walki i wycofali się.

## Bilans walk
Obronę placówki pod Nowosiółkami podawano jako przykład zwycięstwa garstki żołnierzy, „ożywionych pragnieniem walk o niepodległość ojczyzny”, nad wielokrotnie silniejszym przeciwnikiem. Na przedpolu znaleziono 47 poległych Sowietów. Byli wśród nich dowódca batalionu, dowódca kompanii i dowódca szwadronu. Po stronie polskiej było kilku rannych żołnierzy.
Dowódca Frontu Litewsko-Białoruskiego gen. Stanisław Szeptycki tak ocenił działania wielkopolskich żołnierzy::

Ppor. Krukowskiemu, dowódcy 7 komp. 4 p. strz. wlkp., oraz żołnierzom jego za dzielne zachowanie się pod Nowosiółkami w dniu 28.12.1919 r. wyrażam w imieniu służby Ojczystej moje pełne uznanie i podziękowanie.
(–) Szeptycki, gen. i d-ca.